# Martintorni

La Martintorni est une tour résidentielle située dans le quartier de Martinlaakso à Vantaa en Finlande. 

## Présentation
La tour compte 15 étages pour une hauteur de 56 mètres.
L'immeuble construit par Skanska abrite 67 appartements.
La tour Martintorni est construite entre 2010 et 2012 au-dessus du centre commercial de Martinlaakso et elle est située juste à côté de la gare de Martinlaakso et de la gare routière de Martinlaakso.
La Martintorni a une grande cour sur le toit au 13e étage, qui abrite le sauna et les salles communes de la copropriété. 
Le 15ème étage est réservé aux locaux techniques.